# Estación Trinidad (Flores)
La Estación Trinidad es una antigua estación de ferrocarril del departamento de Flores, Uruguay. En la actualidad en dicha edificación se alberga el Museo Fernando Gutiérrez.

## Construcción
Fue construida junto con el ramal ferroviario Durazno- Trinidad a inicios del siglo veinte. A diferencia de otros ramales ferroviarios del país, la particularidad de este, es que fue construido, al igual que la estación  por la una empresa de capitales estadounidense, la The Pan American Trans – Continental Railway Company. La estación fue inaugurada en 1916, con profundas inspiraciones eclécticas  y de clasicismo francés. Su particularidad arquitectónica rompe - al igual que la Estación Central General Artigas - con la hegemonía de las típicas estaciones de ferrocarril construidas en su mayoría por los ingleses.
Debido a la quiebra de la Pan American Transcontinental Railway, el Estado Uruguayo quedaría a cargo del ramal ferroviario y de la estación, pasando a ser propiedad de la entonces Administración de Ferrocarriles y Tranvías del Estado.